# Nemoura caspica
Nemoura caspica är en bäcksländeart som beskrevs av Aubert 1964. Nemoura caspica ingår i släktet Nemoura och familjen kryssbäcksländor. Inga underarter finns listade i Catalogue of Life.